# Lissoteles austrinus
Lissoteles austrinus är en tvåvingeart som beskrevs av Martin 1961. Lissoteles austrinus ingår i släktet Lissoteles och familjen rovflugor.
Artens utbredningsområde är Peru. Inga underarter finns listade i Catalogue of Life.